# إيثان كيج
إيثان كيج (8 مايو 1991 في كندا - ) هو لاعب كرة قدم كندي في مركز الوسط. شارك مع منتخب كندا تحت 20 سنة لكرة القدم. أما مع النوادي، فقد لعب مع فانكوفر وايتكابس ونادي ريدنغ وBærum SK ‏ وNyköpings BIS ‏ وVancouver Whitecaps FC Residency ‏ وفانكوفر وايتكابس (نادي كرة قدم).

## وصلات خارجية
- إيثان كيج على موقع قاعدة بيانات كرة القدم.إي يو (الإنجليزية)
- إيثان كيج على موقع Soccerway.com (الإنجليزية)
- إيثان كيج على موقع عالم كرة القدم.نت (الإنجليزية)